# Renault Manager

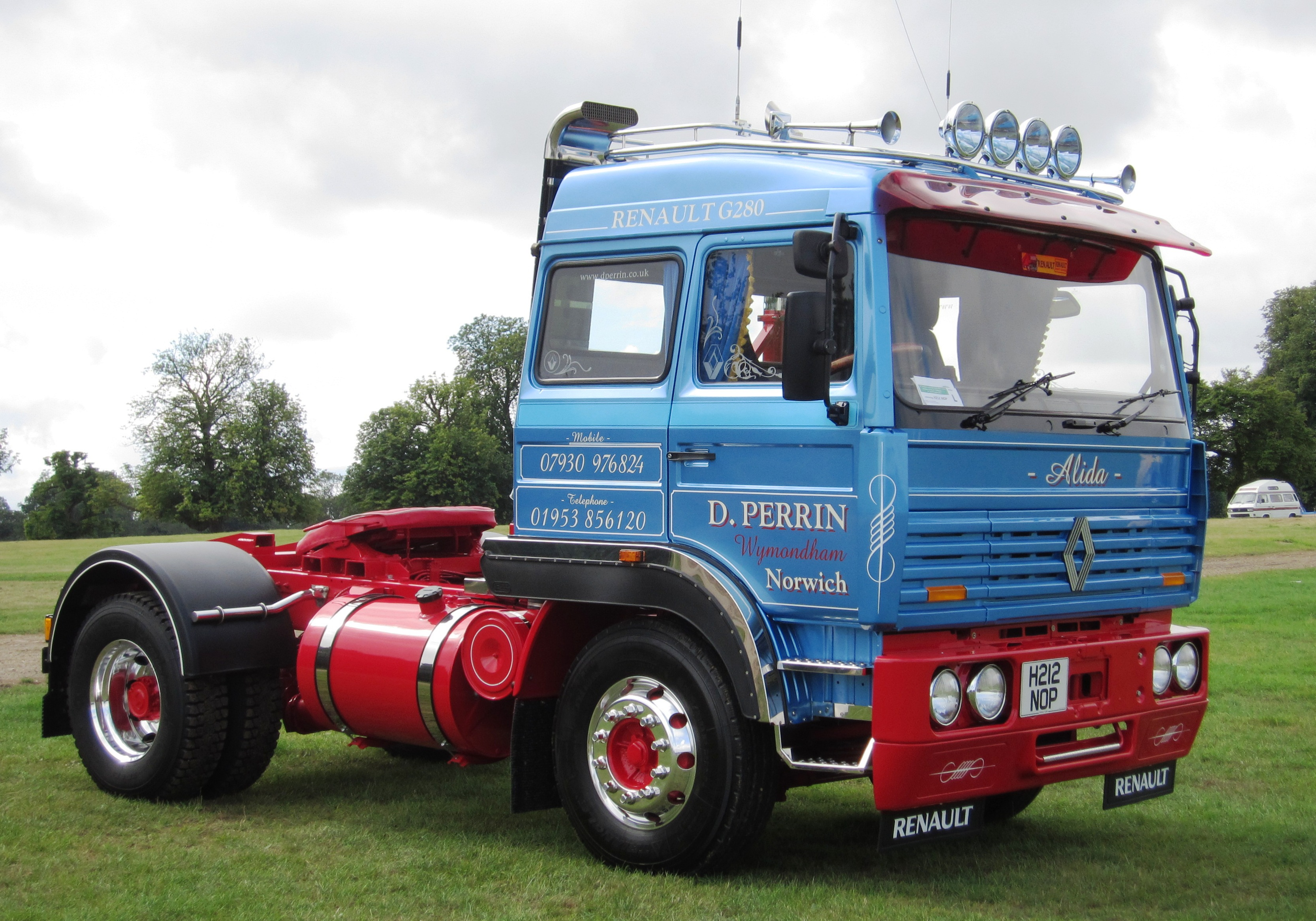
Renault G290

Renault Manager (до 1991 года Renault G) — семейство крупнотоннажных грузовых автомобилей, производимых компанией Renault Trucks с 1980 по 1996 год. 

## История
Впервые автомобиль Renault G был представлен в 1980 году. Он оснащался дизельными двигателями внутреннего сгорания MID объёмом 9,8 литров. Трансмиссия — механическая, 9- или 18-ступенчатая.
В 1992 году автомобиль получил премию Truck of the Year, а название было сменено на Renault Manager. В 1996 году автомобиль был вытеснен с конвейера моделью Renault Premium Distribution.

## Модификации
- Renault Manager G270/G280.
- Renault Manager G300.
- Renault Manager G330[1].
- Renault Manager G340[2].

## Галерея

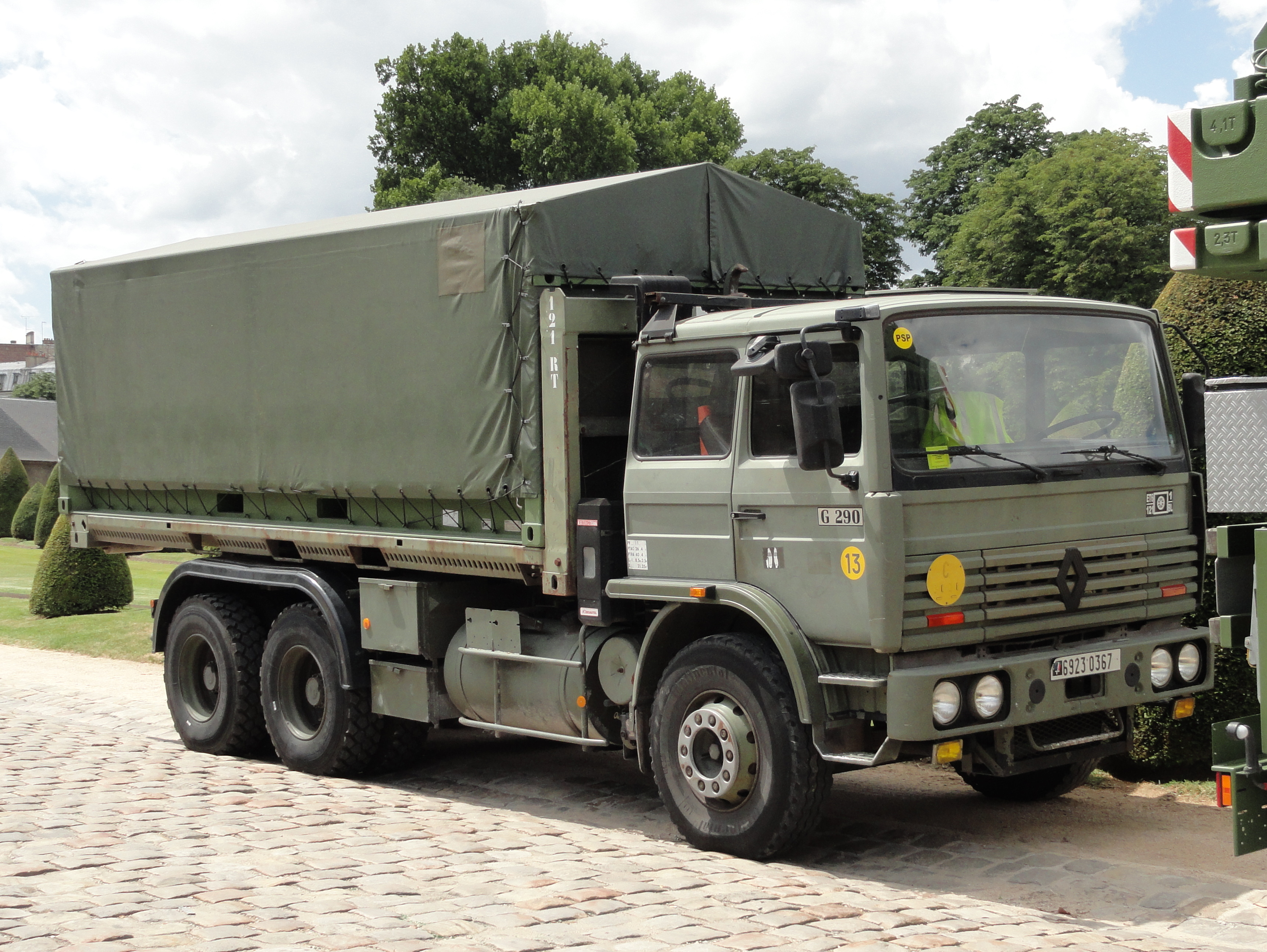
Военный Renault G290
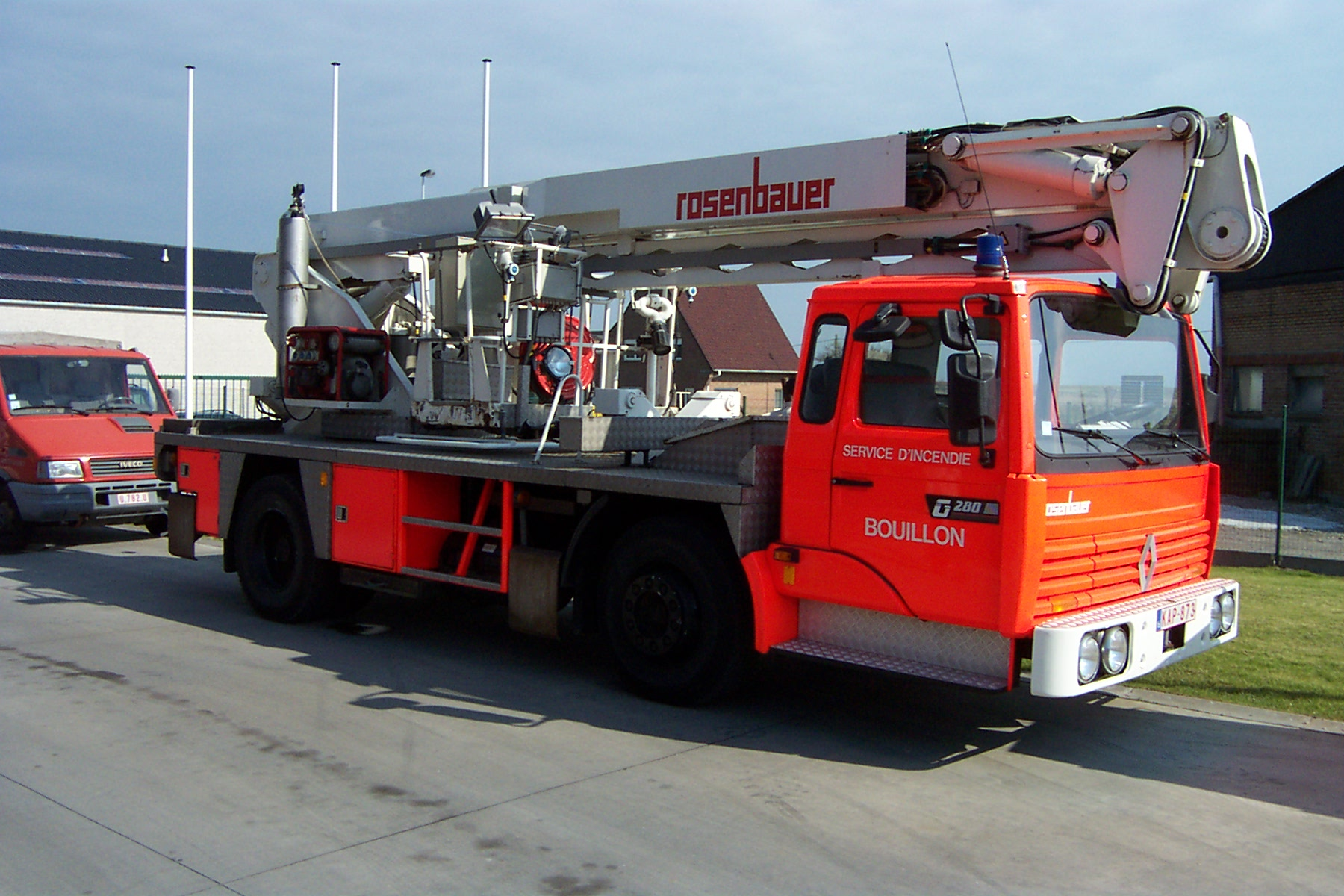
Пожарный Renault G280